# 胡懋忠
胡懋忠（？—？），字良卿，號心庭，湖廣承天府景陵縣人，民籍，明朝政治人物。

## 生平
萬曆七年己卯科湖廣鄉試第三十二名，萬曆八年（1580年）庚辰科會試第四十名，登三甲第一百一十三名進士。刑部觀政，本年授固始知县，十三年（1585年）致仕卒。

## 家族
曾祖胡昭；祖父胡鳳瑞，曾任教諭；父胡江。母張氏。